# Historische Kommission zu Berlin
Die Historische Kommission zu Berlin e. V. ist eine wissenschaftliche Vereinigung zur Erforschung der Landesgeschichte Berlin-Brandenburgs und Brandenburg-Preußens sowie der Berliner Stadtgeschichte. Sie steht in der Tradition der „Historischen Kommission für die Provinz Brandenburg und die Reichshauptstadt Berlin“.

## Vorgängerorganisationen
Die älteste Vorgängerorganisation der heutigen Historischen Kommission war der „Märkische Geschichtsverein“, gegründet 1837 und unter dem Einfluss von Gustav Schmoller 1899 mit erneuerten Statuten versehen. Im Jahr 1925 riefen der Provinzialverband Brandenburg und der Magistrat der Stadt Berlin auf Anregung des Verbandes der brandenburgischen Geschichtsvereine die „Historische Kommission für die Provinz Brandenburg und die Reichshauptstadt Berlin“ ins Leben. Ziel war die Erschließung von Quellen und die Herausgabe geschichtswissenschaftlicher Darstellungen. Vorsitzender der Kommission war Ulrich Stutz, während die eigentliche wissenschaftliche Arbeit von Johannes Schulze vom Geheimen Staatsarchiv übernommen wurde. In den ersten Jahren wurde ein Historischer Atlas der Provinz Brandenburg, die Acta Brandenburgica sowie das Landbuch der Mark Brandenburg herausgegeben.
Im Jahr 1939 verließen die Vertreter der Stadt Berlin die Kommission. Dafür wurden 1943 zwei neue historische Kommissionen gegründet. Die eine war zuständig für die Provinz Brandenburg und die andere für Berlin, letztere firmierte zunächst unter dem Titel „Landesstelle der Reichshauptstadt für Geschichte, Heimatforschung und Volkskunde.“ Auch diese hatte die Quellenerschließung zur Hauptaufgabe, was jedoch wegen der Kriegsereignisse und der Folgen des Krieges nicht verwirklicht werden konnte.

## Gründungsphase
Im Jahr 1959 gründete sich eine Berliner Historische Kommission als Verein neu, angelehnt an das Friedrich-Meinecke-Institut der Freien Universität Berlin. Wie schon zuvor ging es um die Erforschung der Stadt Berlin und ihrer Umgebung. Das Spektrum war breit gefächert und umfasste Geistes-, Sozial-, Wirtschafts- und Parteiengeschichte. Hinzu kam die Untersuchung des Verhältnisses von Deutschen und Slawen in der Region. Das Jahrbuch für die Geschichte Mittel- und Ostdeutschlands wurde Organ der historischen Kommission. Im Jahr 1960 kam unter Leitung von Henryk Skrzypczak eine Sektion zur Geschichte der Arbeiterbewegung hinzu, die vom August-Bebel-Institut mitbetreut wurde. Im selben Jahr erschienen im Verlag Walter de Gruyter die ersten Veröffentlichungen der Historischen Kommission. Zur gleichen Zeit begannen die Vorarbeiten für den Historischen Handatlas von Berlin und Brandenburg, die ersten Lieferungen erschienen 1961. Im selben Jahr stellte der Wirtschaftshistoriker Otto Büsch Kontakt zum Archiv des Siemens-Konzerns her. Seit 1962 erhielt die Kommission Etatmittel der Stadt Berlin und konnte daraufhin ihre Arbeit intensivieren.
Im Jahr 1963 wurde die Berliner Historische Kommission in „Historische Kommission zu Berlin“ umbenannt. Damit verbunden war der Ausbau der Arbeitsbereiche der Organisation. Seit 1964 intensivierte sich die Zusammenarbeit mit ausländischen, insbesondere amerikanischen Wissenschaftlern. Dabei wurde auch die Erforschung der Geschichte der Juden in Berlin verstärkt. Im Jahr 1965 wurde neben der „Arbeitsgemeinschaft Historischer Handatlas“ und der Abteilung für die „Geschichte der Arbeiterbewegung“ ein „Arbeitsausschuß für die Briefausgabe Felix Mendelssohn Bartholdy“ und der „Arbeitskreis für Industrialisierungsgeschichte“ gegründet. Im selben Jahr erschien die erste Ausgabe der Internationalen Wissenschaftlichen Korrespondenz zur Geschichte der deutschen Arbeiterbewegung (IWK). Eine neue Schriftenreihe begann 1968 unter dem Obertitel Einzelveröffentlichungen der Historischen Kommission zu Berlin zu erscheinen. Mit finanzieller Unterstützung der Stiftung Volkswagenwerk konnte die Zusammenarbeit mit ausländischen Historikern ausgebaut werden.

## Konsolidierung und Ausbau
Seit 1970 trat neben die Bindung an das Friedrich-Meinecke-Institut die Zusammenarbeit mit anderen wissenschaftlichen Einrichtungen in Berlin. Gleichzeitig wurde die Zusammenarbeit mit der Stanford University, etwa mit Gordon A. Craig, verstärkt. In den folgenden Jahren wurden die internationalen Kontakte, besonders nach Osteuropa, weiter ausgebaut.
Im Jahr 1973 wurde als weiterer Arbeitsbereich die „Abteilung für Geschichte der deutsch-polnischen Beziehungen“ gegründet. Finanziell unterstützt durch die Volkswagenstiftung erfolgte 1976 der Kauf des „Mittelhofes“ als Sitz der Organisation. Seit 1977 wurde die Erforschung der Geschichte Preußens zu einem weiteren Arbeitsschwerpunkt. Im Jahr 1979 übernahm die Kommission die Koordination des Langzeitprojektes zur Erforschung von „Inflation und Wiederaufbau 1914 bis 1924.“
Anfang der 1980er Jahre intensivierte der Senat von Berlin die Aufnahme der Kommission in die gemeinsame Bund-Länder-Förderung. Gleichzeitig wurde der Etat aufgestockt. An die Stelle der fünf Forschungsabteilungen traten acht Sektionen und zwei Beiräte zur übergreifenden Koordinierung.
In den folgenden Jahren veranstaltete die Kommission zahlreiche wissenschaftliche Tagungen zu verschiedensten Themen von der frühen Neuzeit bis zur Zeitgeschichte. Auch am Berliner Stadtjubiläum 1987 beteiligte sich die Kommission mit Veranstaltungen und Veröffentlichungen. Darunter waren die Sammelbände Berliner Demokratie und Kleine Berlin-Geschichte. Zudem betreute und betreut die Kommission das vom Berliner Senat veranlasste Programm „Berliner Gedenktafeln“, bis 2014 wurden in diesem Programm über 400 Tafeln in allen Bezirken Berlins angebracht.

## Neuausrichtung und Krise
Die Kommission baute ihre internationalen Kontakte in den folgenden Jahren weiter aus. Nach dem Ende der DDR stellte sich das Problem der Auseinandersetzung mit ihrer Geschichtswissenschaft unmittelbarer als bis dahin. Seit 1991 begann vor dem Hintergrund der Wiedervereinigung eine grundlegende Neuausrichtung der Kommission. Inhaltlich beschäftigte man sich etwa mit der Neugestaltung der Mitte Berlins.
Eine Evaluierungskommission schlug 1992 in konzeptioneller Hinsicht vor, die Arbeit auf zwei Schwerpunkte zu konzentrieren. Der eine wäre demnach die Stadt- und Landesgeschichte gewesen, der andere die Erforschung Preußens. Schwerpunktmäßig wurde vor allem die Erforschung der Bestände in den Archiven auf dem Gebiet der ehemaligen DDR in Angriff genommen. Ein erstes Ergebnis der Ausdehnung des Forschungsbereichs über die Grenzen Berlins hinaus war im Jahr 1994 die Herausgabe der Brandenburgischen Geschichte.
Auf Grund der geplanten Neuausrichtung wurden vorherige Arbeitsgebiete ausgegliedert und an andere wissenschaftliche Institutionen angeschlossen. Dazu gehörten unter anderem der Bereich der Germania Slavica, die Geschichte der deutsch-jüdischen Beziehungen sowie die Herausgabe der IWK.
Wegen fehlender finanzieller Mittel wurde 1996 allen Mitarbeitern der Kommission gekündigt. Publikationen wie das Jahrbuch für die Geschichte Mittel- und Ostdeutschlands wurden eingestellt. Gleichzeitig beschloss der Verein offiziell, die Aufgaben auf die Erforschung der historischen Landeskunde Berlin-Brandenburgs bzw. Brandenburg-Preußens zu fokussieren.
In den folgenden Jahren wurden eine Reihe von Tagungen veranstaltet und verschiedene Schriften herausgegeben. Ab 1999 setzte eine verstärkte Suche nach Sponsoren und eine Intensivierung der Öffentlichkeitsarbeit ein. Die Organisation begann mit der Herausgabe der Kleinen Schriftenreihe der Historischen Kommission zu Berlin. Das Jahrbuch für die Geschichte Mittel- und Ostdeutschlands wurde mit dem Untertitel Jahrbuch für vergleichende und preußische Landesgeschichte fortgesetzt. Ein weiterer Teil des Handbuchs der preußischen Geschichte erschien 2000.
Neben zahlreichen weiteren Veröffentlichungen begann 2001 die Herausgabe einer mehrbändigen Brandenburgischen Geschichte in Einzeldarstellungen. Im Jahr 2006 wurden die Sektionen für die Arbeitsfelder Berlin, Brandenburg und Preußen neu gegründet.

## Vorsitzende der Historischen Kommission
1959–1978: Hans Herzfeld
1979–1981: Otto Büsch
1982–1986: Wolfgang Treue
1986–1990: Klaus Zernack
1990–1996: Wolfram Fischer
1996–2009: Wolfgang Ribbe
2009–2013: Uwe Schaper
2013–2021: Michael Wildt
seit 2021: Ulrike Höroldt

## Publikationsreihen
- Veröffentlichungen der Historischen Kommission zu Berlin
- Einzelveröffentlichungen der Historischen Kommission zu Berlin
- Schriften der Historischen Kommission zu Berlin
- Kleine Schriftenreihe der Historischen Kommission zu Berlin
- Bibliothek der Brandenburgischen und Preußischen Geschichte
- Jahrbuch für die Geschichte Mittel- und Ostdeutschlands
- Brandenburgische Geschichte in Einzeldarstellungen
- Berlin-Forschungen, Neue Folge
- Geschichtslandschaft Berlin
- Geschichte der Berliner Verwaltungsbezirke
- Berlinische Lebensbilder